# Koninklijke Belgische Redersvereniging
De Koninklijke Belgische Redersvereniging, afgekort KBRV is een vereniging die werd opgericht op 28 oktober 1909 (na 1921 als vzw) met als doel de Belgische scheepseigenaars te verenigen. De KBRV is lid van ECSA (European Community Shipowner’s association) en van het VBO (het Verbond van Belgische ondernemingen). In Franstalig België staat de KBRV bekend als Union Royale des Armateurs Belges (URB) en internationaal als de Royal Belgian Shipowner’s Association (RBSA).

## Geschiedenis
Mede onder de invloed van koning Leopold II, die in de internationale scheepvaart de sleutel voor de economische expansie van België zag, had de KBRV als voornaamste bedoeling het bewustzijn te creëren dat moest aanmoedigen om een sterke nationale koopvaardijvloot uit te bouwen. De maritieme sector moest de nationale industrie ondersteunen. Een vloot onder Belgische vlag stond hierbij centraal.
De eerste verwezenlijking was in 1912 de opening van een aanmonsteringsbureau voor zeelieden. Hiermee wilde men uitbuiting van zeevarenden door ronselaars verhinderen. In 1920 volgde de Beroepsraad voor de Belgische Koopvaardij, een orgaan opgericht als een verzoeningscommissie tussen de verschillende rederijen, waarin elk ook een zetel had. In 1925 ontstond het CIMA (Comité des Intérêts à Anvers), dat evolueerde tot een beschermingsfonds voor stakingen.
Andere belangrijke data:
- 1929: oprichting van het Comité des Employeurs du port d'Anvers;
- 1936: oprichting van de Compensatiekas voor Betaald Verlof der Zeelieden;
- 1945: oprichting van de Dienst voor Maatschappelijke Zekerheid der Zeelieden ter Koopvaardij;
- 1948: oprichting van het Fonds voor Uitbaten en Bouwen van Zeeschepen;
- 1950: oprichting van het Comité National de Propagande Maritime, vanwege het gebrek aan officieren op de arbeidsmarkt;
- 1978: het KBRV dient het eerste alarmplan in, handelend over het kostennadeel bij de exploitatie van een schip onder Belgische vlag;
- 1988: afsluiten van het protocol met de Belgische overheid waarbij overeengekomen wordt dat Belgische schepen uitgevlagd kunnen worden naar het Luxemburgse register;
- 2002: vanaf 2002 voert de vereniging het predicaat 'Koninklijk'.

## Activiteiten
De statuten vermelden dat de vereniging, als Belgisch nationaal maritiem kenniscentrum en als sectorfederatie, een sleutelrol wil spelen bij de groei van de scheepvaartindustrie, zowel nationaal als internationaal. In de praktijk vertegenwoordigt de organisatie de belangen van de Belgische reders en scheepsuitbaters met inbegrip van die betreffende hun activiteiten in het internationale transport. 
Ze doet dit onder meer door de aantrekkelijkheid van de sector te verhogen en haar leden diensten aan te bieden op het vlak van fiscaliteit, van sociale (onder meer collectieve arbeidsovereenkomsten), van maritieme en milieuwetgeving. Door het snel delen van sectorspecifieke kennis, door het bieden van ondersteuning en door het gezamenlijk uitvoeren van studies, levert de KBRV diensten aan haar leden. In totaal zijn 25 organisaties aangesloten. Enkele vooraanstaande leden van de KBRV zijn onder meer de vennootschappen Jan De Nul, CMB, Euronav en Exmar.
De KBRV moedigt het varen van schepen onder Belgische vlag aan. Dit om de trend van schepen onder 'flags of convenience', zoals Panama en Liberia, tegen te gaan.
De KBRV legt elk jaar een jaarverslag neer (online vrij te raadplegen). Dit rapport omvat een chronologisch overzicht van de afgelopen twaalf maanden, alsook een uitgebreide analyse van de gebeurtenissen en trends.
Het hoofdkantoor bevindt zich anno 2014 op de Ernest Van Dijckkaai 8 in Antwerpen. De afgevaardigd bestuurder is Peter Verstuyft en de voorzitter Ludwig Criel.